# Brooke D'Orsay
Brooke D'Orsay (nascida em 17 de fevereiro de 1982) é uma atriz canadense mais conhecida por seu papel como Caitlin Cooke na série animada canadense 6Teen e King's Ransom como Brooke Mayo.

## Início da carreira
D'Orsay nasceu em Toronto, Ontário. Ela teve seu primeiro grande trabalho de qualidade em 2001. Ela apareceu também no episódio 7 da primeira temporada de "The Big Bang Theory", como Christy Vanderbelt, uma amiga de Penny que usa Wollowitz. Na quarta temporada de Dois Homens e Meio ela apareceu sendo uma garota que Charlie Harper dormiu. E na temporada 10 de "Two And a Half Men" como Kate namorada de Walden. Aparece no episódio 15 da quarta temporada de How I Met Your Mother como Margaret, uma atriz que Barney Stinson contrata para fingir ser sua esposa. Em 2009, Brooke interpretou a personagem Deb Dobkins em Drop Dead Diva, ao longo da série a atriz fez algumas aparições.

## Filmografia

### Filmes
| Ano  | Título                            | Personagem    | Notas |
| ---- | --------------------------------- | ------------- | ----- |
| 2001 | Why Can't I Be a Movie Star?      | Jennifer Kruz |       |
| 2002 | Truths of Insanity                | Girl          | Curta |
| 2002 | 19 Months                         | Sandy         |       |
| 2002 | Fortune's Sweet Kiss              | Cassandra     |       |
| 2003 | Home Security                     | Lisa          | Curta |
| 2003 | The Republic of Love              | Mãe #3        |       |
| 2004 | The Skulls III                    | Veronica Bell | Video |
| 2004 | Harold & Kumar Go to White Castle | Clarissa      |       |
| 2005 | King's Ransom                     | Brooke Mayo   |       |
| 2006 | Room 10                           | Jessica       | Curta |
| 2006 | It's a Boy Girl Thing             | Breanna       |       |

### Televisão
| Ano            | Título                                         | Personagem               | Notas                                        |
| -------------- | ---------------------------------------------- | ------------------------ | -------------------------------------------- |
| 2002           | 'Doc'                                          | Ellen                    | Episódio: "All in the Family"                |
| 2002           | Soul Food                                      | Justine                  | Episódio: "Lovers and Other Strangers"       |
| 2002           | Everybody's Doing It                           | Caroline                 | Filme para TV (MTV)                          |
| 2003           | My Life as a Movie                             | Brenda Dellacasa         | Filme para TV                                |
| Beautiful Girl | Eve Kindley                                    | Filme para TV (ABC)      |                                              |
| Wild Card      | Heather Robbins                                | Episódio: "Bullet Proof" |                                              |
| 2004           | Then Comes Marriage                            | Jenna                    | Filme para TV (The WB)                       |
| 2004           | Ace Lightning                                  | Felicity Fury            | (4 episódios)                                |
| 2004           | Medical Investigation                          | Melissa Getemer          | Episódio: "Team"                             |
| 2004–10        | 6Teen                                          | Caitlin Cooke (voice)    | (93 episódios)                               |
| 2005           | Life on a Stick                                | Nancy                    | Episódio: "Breaking Away"                    |
| 2005           | Braceface                                      | Claire (voice)           | Episódios: "Clean Slate", "All About Sharon" |
| 2005           | Corner Gas                                     | Carol                    | Episódio: "The Littlest Yarbo"               |
| 2006–08        | Happy Hour                                     | Heather Hanson           | Main role (14 episódios)                     |
| 2007           | Wildlife                                       |                          | Filme para TV (NBC)                          |
| 2007           | Two and a Half Men                             | Robin                    | Episódio: "Young People Have Phlegm Too"     |
| 2007           | The Big Bang Theory                            | Christy                  | Episódio: "The Dumpling Paradox"             |
| 2008           | Five Year Plan                                 | Darcie                   | Filme para TV (NBC)                          |
| 2009           | Single White Millionaire                       | Angela Becker            | Filme para TV (CBS)                          |
| 2009           | Psych                                          | April MacArthur          | Episódio: "Six Feet Under the Sea"           |
| 2009           | How I Met Your Mother                          | Margaret                 | Episódio: "The Stinsons"                     |
| 2009–10        | Gary Unmarried                                 | Sasha                    | (17 episódios)                               |
| 2009–11        | Drop Dead Diva                                 | Deb Dobkins              | (9 episódios)                                |
| 2010           | The Boy Who Cried Werewolf                     | Paulina Von Eckberg      | Filme para TV (Nickelodeon)                  |
| 2010–16        | Royal Pains                                    | Paige Collins            | (55 episódios)                               |
| 2011           | Smothered                                      | Gillian                  | Filme para TV (ABC)                          |
| 2012           | How to Fall in Love                            | Annie Hayes              | Filme para TV (Hallmark)                     |
| 2012–14        | Two and a Half Men                             | Kate                     | (7 episódios)                                |
| 2014           | June in January                                | June Fraser              | Filme para TV (Hallmark)                     |
| 2017           | Miss Christmas                                 | Holly Khun               | Filme para TV (Hallmark)                     |
| 2017           | 9JKL                                           | Natalie                  | Episódio: "Lovers Getaway"                   |
| 2018           | Christmas In Love                              | Ellie Hartman            | Filme para TV (Hallmark)                     |
| 2019           | Nostalgic Christmas                            | Anne Garrison            | Filme para TV (Hallmark)                     |
| 2020           | Grace and Frankie                              | Chelsea                  | Episódio: "The Funky Walnut"                 |
| 2020           | A Godwink Christmas: Second Chance, First Love | Margie Southworth        | Filme para TV (Hallmark)                     |
| 2021           | Beverly Hills Wedding                          | Molly Machardy           | Filme para TV (Hallmark)                     |